# أوليف جان دان
أوليف جان دان (بالإنجليزية: Olive Jean Dunn)‏ هي رياضياتية وبروفيسورة أمريكية، ولدت في 1 سبتمبر 1915، وتوفيت في 12 يناير 2008.